# Atelomycterus marmoratus
Chien de mer de corail
Espèce
Synonymes
- Scyllium marmoratum Anonymous (Bennett), 1830

Statut de conservation UICN

 NT  : Quasi menacé
Atelomycterus marmoratus, communément nommé Chien de mer de corail, est une espèce de requins de la famille des Scyliorhinidae.
Il est présent dans les eaux tropicales de la zone Indo-ouest Pacifique . 
Sa taille maximale est de 70 cm.
De petite taille et rustique, c'est l'espèce de requins la plus courante dans les aquariums de particuliers.